# Thupten Lungrik
Thupten Lungrik (tibétain : ཐུབ་བསྟན་ལུང་རིག, Wylie : thub bstan lung rig) aussi Thupten Lungrig (né le 19 mai 1957 à Rebkong dans l'Amdo) est un ministre de l'éducation du gouvernement tibétain en exil .

## Biographie
Thupten Lungrik reçut sa formation scolaire à l'École centrale pour les Tibétains de Dalhousie dans le district de Chamba de 1972 à 1981 à l'Institut central des hautes études tibétaines à Varanasi. En 1981, il termine ses études et obtient le diplôme d'Acharya. Puis, pendant environ onze ans, il est professeur de tibétain à l'école du village d'enfants tibétains de Dharamsala. Plus tard, il devient directeur de l'école du village d'enfants tibétains de Suja. En 1996, il est élu député et devient vice-président (et plus tard président) du Parlement tibétain en exil. Il est élu député en 2001 et représente sa province natale, l'Amdo. De septembre 2006 à août 2011, il est ministre de l'éducation du gouvernement tibétain en exil (Kashag).
Après la retraite politique du dalaï-lama en mars 2011, il est l'un des 5 membres du Comité de rédaction d'amendement de la Constitution avec Penpa Tsering, Dolma Gyari, Pema Jungney et Samdhong Rinpoché.